# Niels Hauberg
Niels Ludvig Hauberg (5. september 1885 i København – 30. august 1952 i Hellerup) var en dansk arkitekt, fætter til Harald Hauberg.
Hans forældre var museumsassistent, senere museumsinspektør, maler Peter Christian Hauberg og Michelle Christiane Stender. Hauberg tog præliminæreksamen 1901, blev murersvend 1905 og dimitteret fra Teknisk Skole til Kunstakademiets Arkitektskole, hvor han blev uddannet fra 1908 og tog afgang 1916. Han havde ansættelser på tegnestuerne hos Ulrik Plesner, Aage Langeland-Mathiesen og Frederik L. Levy. Især hos den sidstnævnte fik han nogle store opgaver, der satte skub i hans karriere.
Tidligt blev Hauberg kendt som skolearkitekt, for han var konsulent for De forenede Skoler 1918-24 og konsulent for Undervisningsministeriet (De storkøbenhavnske statsskoler) fra 1919. Hauberg tilhører den store gruppe af arkitekter, der arbejdede i en overgangsstil mellem nyklassicismen og funktionalismen, og hans skoler vidner om en interesse for – men ikke fuldstændig tilslutning til – de moderne strømninger i arkitekturen.
Han var på rejser i Tyskland 1907; Schweiz 1909; Italien 1930 og udstillede på Charlottenborg Forårsudstilling 1929.
Hauberg blev gift den 27. november 1914 i København med Anne Matthea Reeh (10. februar 1895 i København – 22. juli 1941 i København), datter af grosserer Rasmus Reeh og Anne Rasmussen. Han er begravet på Hellerup Kirkegård.

## Værker
- Ombygning og udvidelse af Bryggeriet Trekroner, Valby, til garveri for Ballin & Hertz (1919-20)
- Ombygning af Prins Wilhelms Palæ, Sankt Annæ Plads 13 for Det Danske Petroleums Aktieselskab (1922-23, sammen med Frederik L. Levy)
- Rosenvangsskolen, Strandboulevarden 46-48, København (1923)
- Thorvaldsenskolen, Frederiksberg (1924)
- Rahbekskolen, Rahbeks Allé 4, Frederiksberg (1924)
- Skt. Jørgens Gymnasium, Philippavej, Frederiksberg (1926)
- Gentofte Statsskole, Dahlensstræde 5, Gentofte (1927-28, sammen med Edvard Thomsen)
- Amager Fælled Skole, Sundholmsvej 4C, København (1927-28, tidl. Amagerbro Skole)
- Tranegårdsskolen, Gersonsvej 34, Gentofte (1932)
- Villa, Bøgevej 3, Hellerup (1932)
- Ordrup Gymnasium, gymnastikhus (1938)
- A/S Hellerup Bank, nu Nordea, Strandvejen 159 (1938, ombygget)

### Restaureringer
- Strandgade 30, København (1943-45)
- Opmålinger for Nationalmuseet på Hammershus Slotsruin (1908-18)
- Restaurering af Hammershus (fra 1929)